# Дестреза
Дестреза (ісп. La Destreza) дестреза або іспанська школа фехтування — іспанська техніка фехтування. Буквальний переклад означає «майстерність», але в літературі найчастіше перекладається як «справжнє мистецтво».
Дестреза є універсальним методом фехтування для таких видів і комбінацій зброї, як шпага (або меч) і кинджал (дага) шпага і плащ, меч і щит, дворучний меч або древкова зброя (наприклад, спис або алебарда).
Основи рухів під час бою будуються на аспектах логіки та геометрії, які почали активно розвиватися в епоху Ренесансу. У цей час (XV-XVI століття) з'являються перші згадки про дестрезу, проте достовірна дата створення цього виду фехтування невідома. Цілком очевидно, що за створення основних переконань іспанських шкіл фехтування були використані роботи таких учених, як Арістотель, Євклід та Платон. Також творці дестрези приділили багато часу такому принципу, що сучасні фахівці називають біомеханікою.
Основоположником дестрези вважається дон Ієронімо Санчес де Карранза, якого називають «піонером науки поводження зі зброєю». Його працю продовжили учні дон Луїс Пачеко де Нарваес і голландець Жерар Тібо.
Саме вони вклали в систему бою філософські, інтелектуальні і моральні ідеали.

## Історія

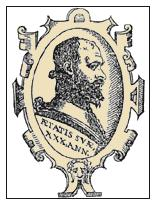
Дон Ієроніма Санчес де Карранза — майстер Іспанської школи фехтування

Ще в епоху Стародавнього Риму, сучасна територія Іспанії була лідером з постачання бійців для гладіаторських боїв. Після розпуску гладіаторських шкіл, багато воїнів мали можливість повернутися на батьківщину. Внаслідок цього, в Іспанії склалася сприятлива обстановка для появи нових бойових технік, що спеціалізуються на поєдинковом фехтуванні.
Джерела іспанської школи фехтування відносять до 1569 року, коли дон Ієроніма де Карранза почав записувати свої дослідження. Існує ряд доказів, що вказують на те, що дестреза базується на спостереженнях іншого фехтувальника, Камілла Агріппи, який протегував італійській школі фехтування. Одним з таких тверджень є те, що в обох системах фехтування використовується геометрія.
Якими б джерелами не надихався Де Карранза, фактом залишається те, що йому вдалося створити нову і незалежну школу фехтування, яка змінила старіший іспанський стиль — «Есгріма».
Завдяки виданої роботі Де Карранза у 1582 році («Філософія зброї»), вдалося закласти основні принципи дестрези. Його учень, дон Луїс Пачеко де Нарваес, продовжив розвивати концепції іспанської школи, які розширювали ідеї Карранзи. Однак, Пачеко з часом відійшов від заповідей Карранзи, що спричинило за собою розкол між послідовниками Карранзи і послідовниками Пачеко. В результаті, в Іспанії з'явилося три складних напрямки фехтування.

В історії дестрези існує ще одна ключова фігура — це Жерар Тібо, який поліпшив систему бою до того рівня, залишки якої дійшли до наших днів. Його книга «Академія меча» була видана в 1628 році у Франції, через що деякий час велися суперечки щодо приналежності книги не до іспанського стилю фехтування, а до французького. Саме Тібо розвинув концепцію «магічного кола» (реконструктори використовують термін «коло Тібо») і його використання при фехтуванні. Також він довів, що для оборони достатньо лише однієї рапіри, хоча і використовував в декількох прийомах беззбройну руку. Згодом трактат Жерара Тібо був переведений на англійську мову.
Іспанські методи битви швидко поширилися завдяки колонізації Нового Світу. Спочатку використовувалася тільки есгріма, але пізніше активно почала використовуватися і дестреза. Сам же Де Карранза якийсь час був губернатором Гондурасу. Послідовники і майстри дестрези активно брали участь у конфліктах Мексики, Перу, Еквадору і Філіппіни. Завдяки дестрезі чинився вплив на появу філіппінського бойового мистецтва «арніс».
З часом, під тиском італійської та французької шкіл фехтування, дестреза почала втрачати свою популярність. Особливо інтенсивним виявився вплив французької школи в XVIII столітті, що привело до змін в загальній сфері фехтування, які стали більш очевидні в XIX столітті. Зміни полягали в змішуванні ідей і концепцій дестрези з технікою італійської та французької методик. В результаті об'єднання трьох великих шкіл і з'явилося сучасне фехтування.
В сучасний час, основи техніки дестрези використовуються матадорами у кориді.

### Принципи дестрези
Де Карранза вважав, що у фехтуванні, подібно музиці, все повинно бути гармонійно, а саме: фізичний стан, психологічний аспект і філософські переконання фехтувальника.
Один з теоретиків фехтування, Джордж Сільвер, присвятив одну з глав у своїй книзі «Парадокси захисту» іспанської школі фехтування. Він вважав, що іспанці в той час були одними з кращих фехтувальників, так як знали безліч різних прийомів, використовуючи при цьому всього одну стійку, яка однаково підходить і для захисту, і для нападу. Інакше кажучи, учням дестрези («діестро», так само називається основна базова стійка) не потрібно заучувати різні прийоми — замість них використовується кілька базових рухів, які відносяться до пересування ніг і використання зброї. Через це, дестрезу іноді порівнюють з танцем.

#### Основи техніки

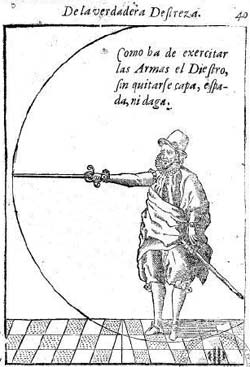
Стійка «прямого кута»

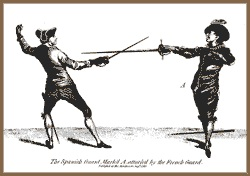
Французька та іспанська стійки, XVIII століття, Доменіко Анджело

Стійка іспанської школи заснована на принципі «вибрати ту стійку, з якої зручно атакувати противника, при цьому не даючи атакувати себе». Зброя трималася у витягнутій руці на рівні плеча, при цьому вістря було спрямоване на гарду або в очі суперника. Випрямлені ноги знаходилися на відстані однієї стопи один від одного, права стопа розгорталася в бік опонента, а інша ставилася ліворуч під прямим кутом. Корпус розташовувався впівоберта, що дозволяло одночасно створювати небезпеку клинком і зменшувати особисту область поразки.
Що ж стосується відстані між суперниками, в дестрезі був створений термін «міра пропорції», який трактує захисну дистанцію. Загальним правилом цього терміну є те, що кінчик зброї противника повинен знаходиться на рівні перехрестя. Однак дане правило складно виконати, коли довжина клинків фехтувальників розрізняється, в зв'язку з чим, перед кожним дієстро постає власне питання визначення захисної дистанції.
Окремо необхідно зазначити, що поза фехтувальника передбачає тільки правобічний варіант.
Деякі філософські прийоми дестрези схожі на маневри з книги Міямото Мусасі «П'ять кілець».

#### Рухи в колі
У Карранзи, Пачеко і Тібо були власні схеми «магічних кіл». Сучасниками, все ж, найбільш зручним прийнято вважати «коло Тібо».
Діаметр кола для різних дієстро різний. Для правильного кола він повинен становити довжину від стоп фехтувальника до кінчиків пальців витягнутої вгору руки. Важливим моментом є те, що не фехтувальник «прив'язаний» до кола, а коло до нього, тобто при переміщеннях кожен дієстро подумки уявляє своє коло (хоча в школах по дестрезі для спарингів використовуються загальні кола).
Перебуваючи в уявному (або намальованому) колі, майстри дестрези рекомендують рухатися проти годинникової стрілки, підбираючи найкращий момент для кутової атаки (також як діє тореадор з биком). Кроки поділяються за напрямками: вперед, назад, вправо, вліво, кругові та діагональні. Більшість переміщень робиться в безперервній манері приставними кроками. Для цього, в початковій позиції вага розподіляється рівномірно між ногами, але при рухах необхідно переміщати вагу на одну з ніг, лише злегка торкаючись підлоги другий. Перехресні кроки застосовуються лише в разі обеззброєння противника лівою рукою.

#### Види ударів і захисту
Удари ділилися по залученню руки: удар від плеча (arrebatar), удар від ліктя (medio tajo) і кисті (mandoble). Уколи не розділялися.
Дієстро міг спробувати отримати контроль над зброєю опонента (atajo). Для цього послідовники дестрези розвивали «почуття такту» або, як виражаються практикуючі фехтувальники, «почуття клинка». Поняття означає здатність тактильного відчуття дій суперника, при зіткненні з його клинком.
Не існувало класифікацій захисту, однак, дієстро використовували прийом, відомий як desvio. Ця дія полягала в управлінні клинком опонента, використовуючи його «слабку» частину і «сильну» частину свого клинка.

#### Психологічний стан
Особливу увагу в іспанському фехтуванні приділялася психологічному стану бійця. Ще при навчанні в дієстро виробляли холоднокровну і спокійну поведінку. Також, один з принципів дестрези пояснює, що необхідно спробувати вивести суперника з психологічної рівноваги. Одним із прийомів, що дозволяє дієстро зробити це і вважався піком майстерності, був «іспанський поцілунок». При його виконанні, противнику розсікали кінчик носа або губи, після чого суперник, невпевнений у власних можливостях, як правило, закінчував поєдинок.

### Відмінності від італійської школи фехтування
Найбільш важлива відмінність між іспанською та італійською школами фехтування полягає в переміщення ніг. Італійська школа фехтування, подібно до сучасної, вчить рухатися лінійно в бік противника. Іспанська доктрина ж, навпаки, стверджує, що рух до супротивника може бути дуже небезпечним і напучує робити рухи вліво або вправо, щоб вибрати найбільш зручний кут атаки.
Також, італійська школа рекомендує фехтувальникам зосереджувати увагу на позиціях і положенні руки зі зброєю. Учні дестрези, з іншого боку, мають великі можливості для маневру, оскільки ця дисципліна не розглядає такого поняття як «позиція» і радить фехтувальникам стежити лише за положенням рук.
Італійські майстри практикують різноманітні види захисних стійок, на відміну від іспанців, які використовують лише одну позицію, звану «прямим кутом». В такій стійці кінчик меча (шпаги), кисть і плече знаходяться на одній прямій лінії.
Італійський стиль бою віддавав перевагу уколам, а не розтинає ударів шпагою. У свою чергу, майстри дестрези стверджували, що укол може бути корисний лише в певних ситуаціях. Варто відзначити, що при цьому дієстро (від diestro — фехтувальник) використовували дуже довгу зброю, але шпаги італійців все ж були довші.
На відміну від італійського стилю, після атаки іспанці вважали за краще не контратаку, а відхід убік.
Багато трактатів по використанню дестрези окремою темою виділяють протистояння проти італійської школи фехтування та її представників, що пояснює факт того, що іспанські майстри приділяли увагу методам італійських колег. У працях майстрів зазвичай описується використання шпаги, або шпаги в поєднанні з дагою.

## Майстри дестрези та їхні трактати

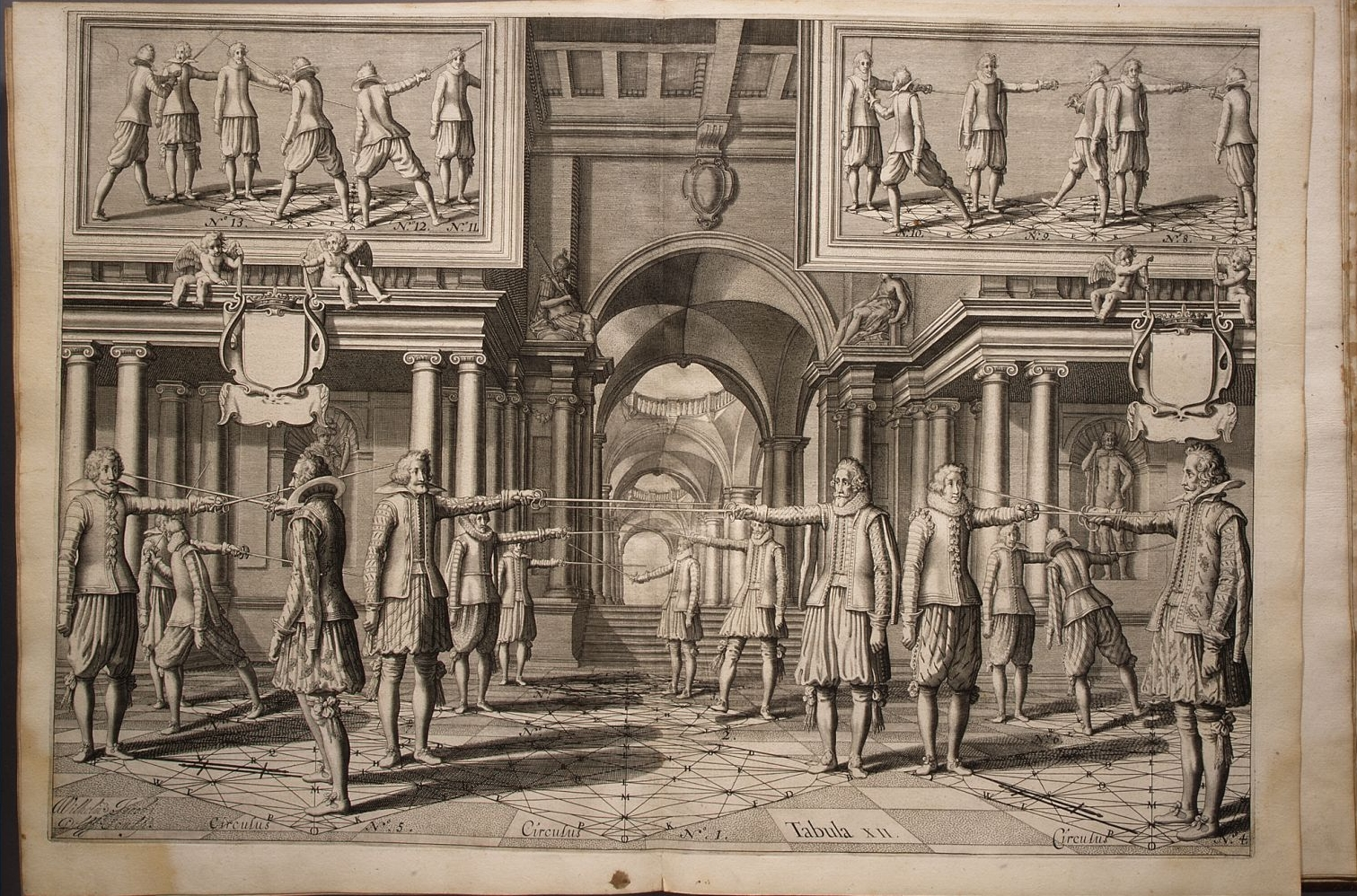
Іспанська школа фехтування, 1628, Жерар Тібо

Де Карранза і Пачеко мали ряд послідовників, які використовували витоки дестрези для створення власних стилів фехтування та видання трактатів з ним.

### XVI століття
Ієроніма Санчес де Карранза (бл. 1539-1600?)
- «Філософія зброї» = «De la Filosofía de las Armas y de su Destreza y la Aggression y Defensa Cristiana» (1569, вид. 1582)

### XVII століття
Луїс Пачеко де Нарваес (1570—1640)
- «Книга про велич Меча» = «Libro de las Grandezas de la Espada, En Qve Se Declaran Mvchos Secretos del que compuso el Comendador Geronimo de Carrança. En el qual cada vno se podrà licionar, y deprender à solas, sin tener necessidad de Maestro que le enseñe. Dirigido à Don Felipe. III. Rey de las Españas, y de la mayor parte del mundo, nuestro señor» (1600, 1605). У цій книзі він стверджує, що дестреза це наука, а фехтування — мистецтво.

- «Las Cien conclvsiones, o formas de saber de la verdadera Destreza, fundada en Sciencia y deziocho contradiciones a las tretas de la Destreza comun» (1608)

- «Compendio de la Filosofía y destreza de las armas, de Geronimo de Carrança» (1612, 1616)

- «Al Duque de Cea: [Carta dirigida por D. Pacheco de Narvaez a dicho Sr. dando su parecer sobre la obra de Carranza]» (1618)

- «Modo facil y nuevo para examinar los maestros en la Destreza de las armas, y entender mis cien conclusiones o forma de saber» (1625)

- «Nveva ciencia; y filosofia de la destreza de las armas, sv teorica, y practica: A la Magestad de Felipe Quarto, rey, y señor nvestro de las Españas, y de la mayor parte del mundo» (1632, 1672)

- «Historia exemplar de las dos constantes mugeres españolas: A la Señora Doña Catalina Chacon y Rojas, muger de don Juan Ramírez Fariña, Cauallero de la Orden de Santiago, Cauallerizo de Su Magestad, y su Corregidor en la Ciudad de Ezija» (1635)

- «Advertencias para la enseñanza de la Filosofía, y destreza de las armas, assi à pie, como à cavallo. Al Principe nvestro señor» (1642)

Октавіо Феррара (? — після 1625)
- «Compendio y Philosophia y Dztreza de las Armas» (1625) (MS R4-B274 — «Copy M.S.S. Early Spanish Fencing. 1625.»)

Діогу Гомеш де Фигейреду (близько 1600—1685)
- «Філософія й істинна майстерність зброї» = «Oplosophia e Verdadeira Destreza das Armas» (1628)

- «Memorial Da Prattica do Montante» (1651)

Жерар Тібо (ок. 1574—1627)
- «Академія меча» = «Academie de l'Espée … ou se demonstrent par Reigles mathematiques sur le fondement d'un Cercle mysterieux la Theorie et Pratique des vrais et jusqu'a present incognus secrets du Maniement des Armes a Pied et a Cheval» (1628)[6].

- «Академія Меча» Жерар Тібо (2017) переклад на російську мову був опублікований Науково-Дослідницьким Інститутом «Світових традицій військових мистецтв і кримінальних досліджень застосування зброї» [Архівовано 13 травня 2018 у Wayback Machine.] у 2017 році.

Луїс Мендес де Кармона Тамаріс
- «A Don Rodriguez Portocarrero Fernandez de Cordoba: quan estimado sea la destreza y exercicio de las armas en casa conocida de todas las politicas naciones…» (16??)

- «Compendio en defensa de la doctrina y destreza del comendador Geronimo de Carranza en el qual ballara el diestro documentos, y avisos importantes para la inteligencia, y exercicio de las armas» (1632); «Libro de la destreza berdadera de las armas» (1640)

Крістобаль де Кала
- «Desengaño de la espada y norte de diestros» (1642)

Гомес Ариас де Поррес
- «Resumen de la verdadera destreza en el manejo de la espada» (1667)

Мігель Перес де Мендоса и Кіхада
- «Defensa de la doctrina y destreza de las armas» (1635, 2-е вид. — 1665)

- «Espejo de la Filosofia y Mathemática de las Armas. Breve resumen de la Verdadera Destreza» (рукопис, не видано)

- «Principios de los cincos sujetos principales de que se compone la Philosophia y Matemática de las Armas, Practica y especulativa» (1672)

- «Resvmen de la verdadera destreza de las armas en treinta y ocho asserciones: resumidas y advertidas con demonstraciones Practicas: deducido de las obras principales que tiene escritas su Autor…» (1675)

Франсиско Антоніо де Еттенхард (де Тенарде) і Абарка (1650—1701)
- «Збірник основ справжньої майстерності і філософії зброї» = «Compendio de los fundamentos de la verdadera destreza y filosofía de las armas» (1675)

- «Diestro italiano y español» (1697)

Альваро Герра де ла Вега
- «Розуміння Дестрези» = «Comprehension de la destreza» (1681)

Франсиско Лоренс, маркіз де ла Торрес де Рада
- «Respuesta philosophica y mathematica en la qual se satisface a los argumentos y proporciones que a los profesores de la verdadera destreza y Philosophia de las armas se han propuesto por un papel expedido esin nombre de autor» (1695)

Ніколас Тамаріс
- «Cartilla y luz en la verdadera destreza, nacida de los escritos de Don Luis Pacheco de Narváez y de los autores que refiere» (1696)

### XVIII століття
Мануель Крусадо і Перальта
- «Las tretas de la vulgar y comun esgrima de espada sola y con armas dobles, que reprobo Don Luis Pacheco de Narvaez, y las oposiciones que dispuso en verdadera destreza contra ellas» (1702)

Франсиско Лоренс, маркіз де ла Торрес де Рада
- «Promptuario de cómo se entienden, y aplican, las especies de movimientos en los diez Predicamientos de la Logica de la ciencia de la Espada: con la breve descripcion de el hombre, sus partes esenciales en cuerpo, y movimientos y otros discursos pertenecientes á la inteligencia, y exercicio del instrumento armigero» (1702)

- «Благородство меча» = «Nobleza de la espada: cuyo esplendor se expressa en tres libros, segun ciencia, arte, y esperiencia»

- - «Libro primero: De la ciencia del instrumento armigero espada» (1705)

- - «Libro segundo: Arte del instrumento armigero espada» (1705)

- - «Libro tercero: Experiencia del instrumento armigero espada» (1705)

- «Arte y manejo de la espada publié à Càdiz» (1708)

- «Defensa de la verdadera destreza de las armas y respuesta dada por el Mro. de Campo D. Francisco Lorenz de Rada… a la carta apologética Que le escrivió Diego Rodríguez de Guzman» (1712)

### XIX століття
Мануель Антоніо де Брея
- «Principios universales y reglas generales de la verdadera destreza del espadin segun la doctrina mixta de francesa, italiana y española, dispuestos para instruccion de los caballeros seminaristas del real seminario de nobles de esta corte» (1805)

Сімон де Фріас
- «Tratado Elemental de la Destreza del Sable» (1809)

Хайме (Хосе) Мерело і Касадемун
- «Tratado de la verdadera esgrima del fusil ò carabina armados de bayoneta» (1858, перевид.: 2-е вид. — 1861, 3-е вид. — 1864, 4-е и 5-е вид. — 1865, 6-е вид. — 1867, 7-е вид. — 1871, 8-е вид. — 1875, 9-е вид. — 1878)

- «Tratado completo de la esgrima del sable español» (1862)

- «Elementos de esgrima para instruir al soldado de infanteria en la verdadera destreza del fusil ó carabina armados de bayoneta» (1865)

- «Manual de esgrima: recopilación de las tretas más principales que constituyen la verdadera esgrima del sable español y del florete» (1878, 2-е вид. — 1882)

Альфредо Мерело і Форнес
- «Manual de esgrima de sable y lanza para toda el arma de caballería y sable de infantería» (1880)

Луїс Мерело і Сайро
- «Apuntes sobre la esgrima en general» (рукопис, не видано)

## Дестреза в популярній культурі
- Фільм «Маска Зорро» (1998) — Діего де ла Вега навчає нового Зорро, Алехандро Мурьєтти, фехтування з використанням іспанського стилю.

- Серіал «Королева мечей» (2000—2001) — є сцени з використанням рапіри в «магічному колі». Один з акторів, Ентоні Де Лонгіс, вивчав техніку дестрези і хотів, щоб героїня фільму мала унікальний стиль фехтування. У підсумку він став одним з постановників бойових сцен в деяких епізодах фільму.[7]

- Фільм «Капітан Алатрісте (фільм)» (2006) — кілька персонажів, включаючи головного героя, Дієго Алатрісте, використовують іспанські методи фехтування.[8]

- Серіал «Горець (телесеріал)» (1992—1998) — деякі сцени демонструють використання «кола Тібо» і руху всередині нього, однак, переміщення виконуються в італійському стилі.

- Фільм «1612 (фільм)» (2007) — важливим елементом сюжету є навчання головного героя базовим принципам рухів в дестрезі.